# Phasia aurigera
Phasia aurigera là một loài ruồi trong họ Tachinidae.